# Aleksandr Martynovich
Aleksandr Martynovich (Minsk, 26 de agosto de 1987) es un futbolista bielorruso que juega de defensa en el F. C. Kairat Almaty de la Liga Premier de Kazajistán.

## Selección nacional
Martynovich es internacional con la selección de fútbol de Bielorrusia desde 2009.
El 17 de noviembre de 2010 marcó un doblete en un amistoso frente a la selección de fútbol de Omán, siendo sus primeros tantos con la selección bielorrusa.
En marzo de 2015 se convirtió en el capitán del combinado bielorruso.

## Clubes
| Club                | País        | Año       |
| ------------------- | ----------- | --------- |
| F. C. Dinamo Minsk  | Bielorrusia | 2006-2010 |
| F. C. Krasnodar     | Rusia       | 2010-2022 |
| F. C. Ural (cedido) | Rusia       | 2015-2016 |
| F. C. Rubin Kazán   | Rusia       | 2022-2024 |
| F. C. Kairat Almaty | Kazajistán  | 2024-     |

## Palmarés

### Títulos nacionales
| Título                     | Club                | País       | Año  |
| -------------------------- | ------------------- | ---------- | ---- |
| Liga Premier de Kazajistán | F. C. Kairat Almaty | Kazajistán | 2024 |
| Supercopa de Kazajistán    | F. C. Kairat Almaty | Kazajistán | 2025 |